# Центральная железная дорога Манитобы
Центральная железная дорога Манитобы — канадская региональная железная дорога, действующая в провинции Манитоба.
Центральная железная дорога Манитобы (CEMR) была создана в 1999 году компанией Cando Rail &amp; Terminals для покупки у Канадской национальной железной дороги участков Пайн-Фолс (протяженностью 108 км) и Карман (протяженностью 82 км). Поезда курсируют пять дней в неделю (по будням) в промышленной зоне Норкран в Северной Трансконе. Также Cando Rails & Terminals приобрели бывшую станцию Канадской тихоокеанской железной дороги, построенную в 1887—1889 годах, построили новый цех и мастерскую по ремонту дизельных двигателей. Также компания выполняет ремонт вагонов для других железнодорожных операторов.
Станция Пайн-Фоллс относится к сети легкорельсового транспорта.

## Ливрея подвижного состава

### 1999 — декабрь 2017
Локомотивы окрашены в чёрный цвет, посередине проходят красные и белые полосы. Сборку нанесён логотип Центральной железной дороги Манитобы в виде бизона, а также широкая серая полоса. Номера нанесены белым цветом крупным шрифтом по бокам под окнами кабины.

### Декабрь 2017 — настоящее время
Локомотивы окрашены в сплошной черный цвет с красными и белыми изогнутыми полосами в задней части и на носу. На топливном баке нанесена красная линия. Базовая схема и шрифт номеров соответствуют схеме Cando Rail & Terminals, материнской компании Центральной железной дороги Манитобы. В середине корпуса находится логотип компании в виде бизона, а под ним указан сайт компании Cando.

## Локомотивный парк
На сегодняшний день Центральная железная дорога Манитобы эксплуатирует 16 локомотивов.